# 500.com
500.com（500ドットコム、中国語: 500彩票网）は、中華人民共和国広東省深圳市に本社がある宝くじ販売会社である。

## 概要
2001年に設立。当初はサッカーくじ関連のソフトウェアを製造・販売する会社であったが、中国国内のインターネットの発展により宝くじのオンライン販売事業にも進出した。2012年に中華人民共和国財政部により民間企業で唯一のオンラインスポーツくじ代理販売業者の認証を受けたのち、中国国内で爆発的な人気を得た。
2013年11月22日にニューヨーク証券取引所に上場し、数ヶ月だけで株価が初日価格の3倍近くになった。2014年第2四半期の売上高は20.93億人民元で、深圳市内ではテンセントに次ぐ2位のインターネット企業となった。しかし、2014年のブラジルサッカーW杯期間に中国国内のインターネットでの不正賭博の横行により、中国財政部はオンライン宝くじの販売禁止令を発した。これにより同社は主要業務を放棄せざるを得ず、株価も暴落した。また、2015年2月には主要業務停止の公表により、米国の証券取引法に違反する疑いがあるとして弁護士事務所の調査を受けた。
2015年6月に紫光国際が1.24億ドルをかけて同社の筆頭株主になっても、同社の経営状況が良くならず、2018年までに累計8.44億人民元の赤字を出した。2018年のロシアサッカーW杯期間に、同社はスポーツくじの販売機器を天津市のショッピングモールなどに設置し、売上高の増加を目論んだが、赤字の状況に改善が見えなかった。
2019年12月25日、日本国内のIR事業参入で便宜を受けるためにIR担当の内閣府副大臣を務める秋元司に賄賂を送ったとして、同社の日本法人の元役員や顧問など3人が逮捕された。これにより、同年12月30日に、同社の代表取締役が辞職、CEOが職務停止となった。2020年10月12日、日本の東京地方裁判所は、贈賄罪で元顧問2人に執行猶予付きの有罪判決を言い渡した。2021年2月3日には日本法人の元役員にも懲役2年、執行猶予3年を言い渡した。
2024年11月18日、アメリカ合衆国司法省は、日本のIR事業を巡る汚職事件に関連して同国の国会議員に賄賂を渡したとして元CEOを連邦海外腐敗行為防止法違反などの罪で起訴したと発表した。起訴は6月18日付で、企業側が1000万ドルの罰金の支払いに同意したことを受けて、起訴内容が公表された。起訴状によると、元CEOは2017年8月ごろ、国会議員1人に200万円を渡した。同年9月にはさらに複数の国会議員らに総額約2650万円の現金を提供したとしている。

## 参考資料
1. ↑  “发展历程”.   500.com. 2020年1月14日閲覧。
2. 1 2 3  界面新闻©. “世界杯彩票，腾讯网易和500彩票们失去的赚钱利器” (英語). www.huxiu.com. 2020年1月14日閲覧。
3. ↑  网易 (2013年11月23日). “500彩票网首日收盘价20美元 较发行价上涨53.92%”. tech.163.com. 2020年1月14日閲覧。
4. ↑  “500彩票网遭美律所调查 已暂停销售4款体彩产品”. tech.ifeng.com. 2020年1月14日閲覧。
5. ↑  证券日报 (2018年6月21日). “500彩票网加速布局线下渠道 向新零售模式转型”. finance.sina.com.cn. 2020年1月14日閲覧。
6. ↑  “500彩票网连亏18季 唯盼中国开放互联网彩票-【环球博讯】”. www.wgi8.com. 2020年1月14日閲覧。
7. ↑  “秋元議員、収賄容疑で逮捕　賄賂370万円相当 IRで中国企業に便宜か・東京地検”. caitong.sina.com.cn. 2020年9月29日閲覧。
8. ↑  “500彩票网内部调查 董事长辞职CEO停职_新浪彩通_新浪网”. caitong.sina.com.cn. 2020年1月14日閲覧。
9. ↑  “中国企業元顧問らに有罪 IR汚職贈賄側―東京地裁”.   時事通信 (2020年10月2日). 2021年9月12日閲覧。
10. ↑  “中国企業元役員に有罪 IR汚職贈賄側―東京地裁”.   時事通信 (2021年2月3日). 2021年9月12日閲覧。
11. ↑  “米、「500ドットコム」元CEOを起訴 日本の国会議員に賄賂提供か”. 毎日新聞. (2024年11月22日) 2024年12月2日閲覧。
12. ↑  “日本の国会議員にIR事業で賄賂か、米司法省が中国企業元CEOを起訴”. 読売新聞. (2024年11月30日) 2024年12月2日閲覧。